# I wojna północna
I wojna północna (1563–1570) zwana także wojną siedmioletnią – konflikt zbrojny pomiędzy Rzeczpospolitą Obojga Narodów (do 1569 Koroną Królestwa Polskiego i Wielkim Księstwem Litewskim), Szwecją, Carstwem Rosyjskim, Danią i Lubeką o podział Inflant oraz hegemonię na Morzu Bałtyckim, tzw. Dominium Maris Baltici.
W 1558 wybuchła wojna litewsko-rosyjska.
Sojusz polsko-duński był odpowiedzią na porozumienia rosyjsko-szwedzkie. Rezultatem wojny było przyłączenie części Inflant do Rzeczypospolitej oraz zachowanie Księstwa Kurlandii i Semigalii, sekularyzowanego państwa zakonu kawalerów mieczowych, jako lenna polskiego.
Pierwszym świeckim władcą Kurlandii został Gotthard Kettler, ostatni wielki mistrz zakonu kawalerów mieczowych, który na podstawie umowy zawartej z Zygmuntem Augustem zrzucił szatę zakonną i sekularyzował swoje państwo. W 1561 złożył mu hołd lenny w Wilnie.
Dorpat przypadł Moskwie, Estonia Szwecji, a wyspy Ozylia i Dagö objęła w posiadanie Dania. W roku 1563 Szwedzi zdołali opanować Dagö, skąd dokonywali wypadów na Ozylię.
W trakcie trwania tych zmagań doszło do poważnego zatargu między królem Zygmuntem Augustem a Radą Miejską Gdańska, która nie chciała zaakceptować działalności kaprów królewskich i Komisji Morskiej. W roku 1568 władze miasta uwięziły, a następnie skazały na śmierć i kazały ściąć 11 kaprów, co Zygmunt August uznał za obrazę majestatu, tym bardziej, że komisarze królewscy którzy przybyli na przeprowadzenia śledztwa, nie zostali do miasta wpuszczeni. W odpowiedzi król nakazał uwięzienie gdańskich burmistrzów i wysłał do Gdańska drugą komisję, która potraktowała miasto stosunkowo surowo.
W 1570 Dania i Szwecja zawarły pokój w Szczecinie, a Polska i Państwo Moskiewskie podpisały w Moskwie rozejm. Tym samym nie rozstrzygnięto definitywnie sporu o Dominium Maris Baltici.